# Bereketli, Sarıgöl
Bereketli là một xã thuộc huyện Sarıgöl, tỉnh Manisa, Thổ Nhĩ Kỳ. Dân số thời điểm năm 2011 là 455 người.